# Harsco
Harsco ist ein US-amerikanischer Industriedienstleister, das vor allem in den Branchen Stahl- und Eisenindustrie, Gleisbau, Energie sowie Umwelttechnik agiert. Hauptsitz der Unternehmensgruppe ist Camp Hill, ein Vorort von Harrisburg im Bundesstaat Pennsylvania.

## Geschichte
Das Unternehmen wurde 1853 als The Harrisburg Car Manufacturing Company gegründet und produzierte zunächst Eisenbahnwaggons zum Personen- und Gütertransport (darunter eine der ersten amerikanischen Kühlwaggons). Ein Nachfolgeunternehmen, die Harrisburg Pipe & Pipe Bending Company, befasste sich in den 1890er Jahren mit Rohrherstellung bzw. -biegerei insbesondere für Kühlgeräte und war beteiligt am Bau der ersten mit künstlichem Eis betriebenen Eislaufbahn der Welt in Pittsburgh. 1902 begann man als erster amerikanischer Hersteller mit der Produktion schweißnahtloser Druckgaszylinder und wurde zu einem der führenden amerikanischen Hersteller von Sauerstofftanks. 1935 wurde das Unternehmen in Harrisburg Steel Corporation umbenannt; es produzierte unter anderem Zubehör für Pipelines. 1956 fusionierte Harrisburg Steel mit seinen Tochtergesellschaften und ging als Harsco Corporation an die New Yorker Börse, wo die Aktie heute im S&P MidCap 400 Index und Russell 1000 Index gelistet ist. Größter Einzelaktionär ist mit einem Anteil von 6 % das US-Investmentunternehmen Earnest Partners (Stand: November 2008).

## Kennzahlen
Der Umsatz belief sich 2018 auf 1,8 Milliarden US-Dollar. Die Gruppe ist heute in mehr als 40 Ländern aktiv und beschäftigt rund 9.900 Mitarbeiter, 2009 waren es noch 19.600.

## Struktur
Die Geschäftstätigkeit von Harsco ist in drei Sparten gegliedert, in denen Harsco jeweils unter den Marktführern ist:
- Mill Services: Dienstleistungen rund um die Stahlverarbeitung (Anlagenbau und -unterhalt, Logistik, Schlackenentsorgung usw.). Diesen Geschäftsbereich bildet die britische Unternehmensgruppe MultiServ. Sie beschäftigt in über 30 Ländern an rund 160 Standorten zusammen mehr als 12.000 Mitarbeiter. Der Bereich erwirtschaftete 2007 1,5 Mrd. US-Dollar Umsatz (41 %).
- Access Services: Dieser Geschäftsbereich umfasst vor allem die Herstellung von Baugerüsten, Schalungen und ähnlichem. Ihn bilden die britische SGB-Gruppe, das deutsche Unternehmen Hünnebeck (seit November 2005) sowie die US-amerikanische Patent Construction Systems. Mit 6.500 Mitarbeitern hat der Bereich Access Services 2007 einen Umsatz von 1,4 Mrd. US-Dollar erwirtschaftet (39 %).
- Minerals & Rail Services and Products: Zu diesem Geschäftsbereich zählen die Unternehmen Harsco Track Technologies (Ausrüstungen zur Gleisinstandhaltung), Excell Minerals (Aufarbeitung metallhaltiger Schlacken zur erneuten Schmelze bzw. zu Ausgangsstoffen für Mineraldünger und Hochleistungszemente), Reed Minerals (Schlackegranulate für Sandstrahlarbeiten und zur Dachziegelbeschichtung), Air-X-Changers (luftgekühlte Wärmetauscher, die u. a. bei der Erdgasförderung verwendet werden), IKG Industries (Herstellung von Gitterrosten) und Patterson-Kelley (Ausrüstungen zur Wärmeübertragung im gewerblichen und industriellen Bereich). Der Bereich erwirtschaftete 2007 einen Umsatz von 750 Mio. US-Dollar (20 %).